# Cephalotes jheringi
Cephalotes jheringi är en myrart som först beskrevs av Carlo Emery 1894.  Cephalotes jheringi ingår i släktet Cephalotes och familjen myror. Inga underarter finns listade.

## Bildgalleri

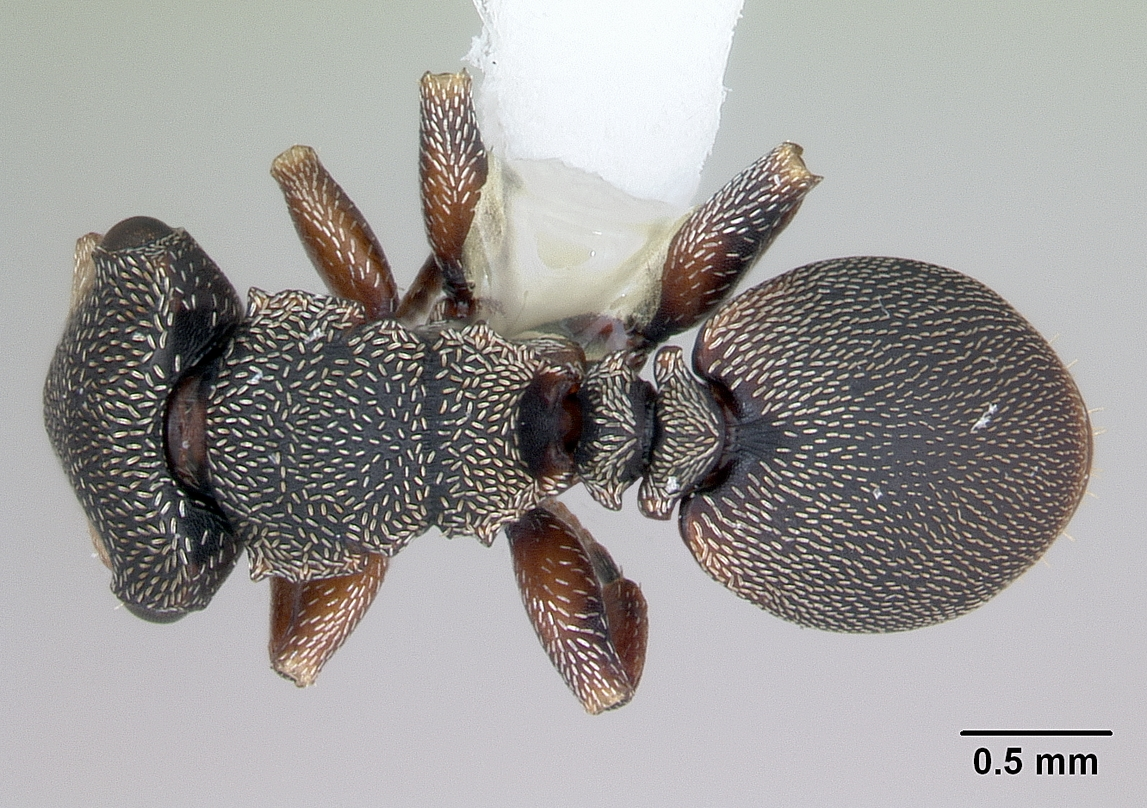
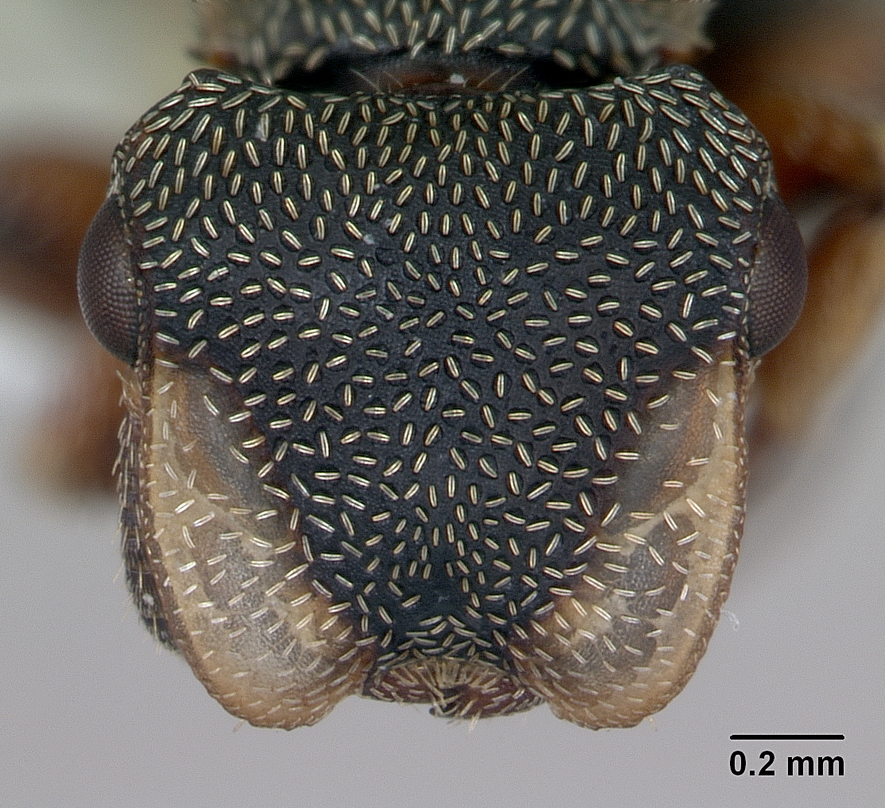
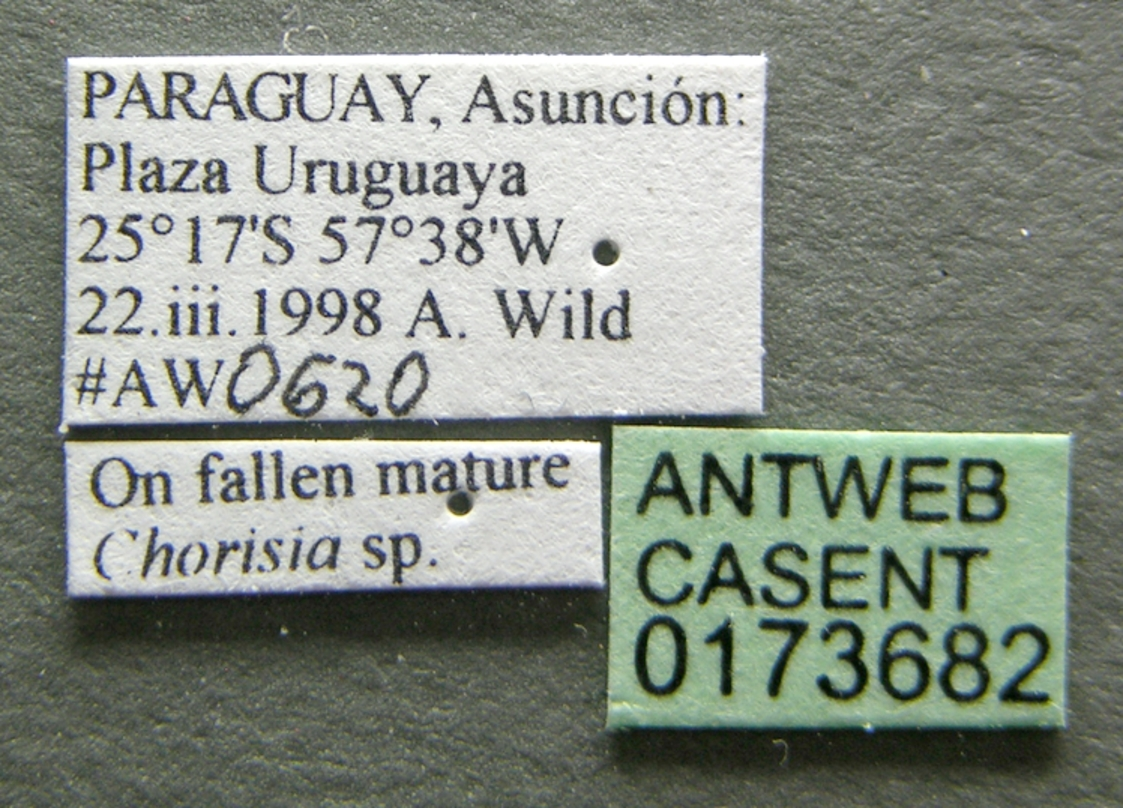
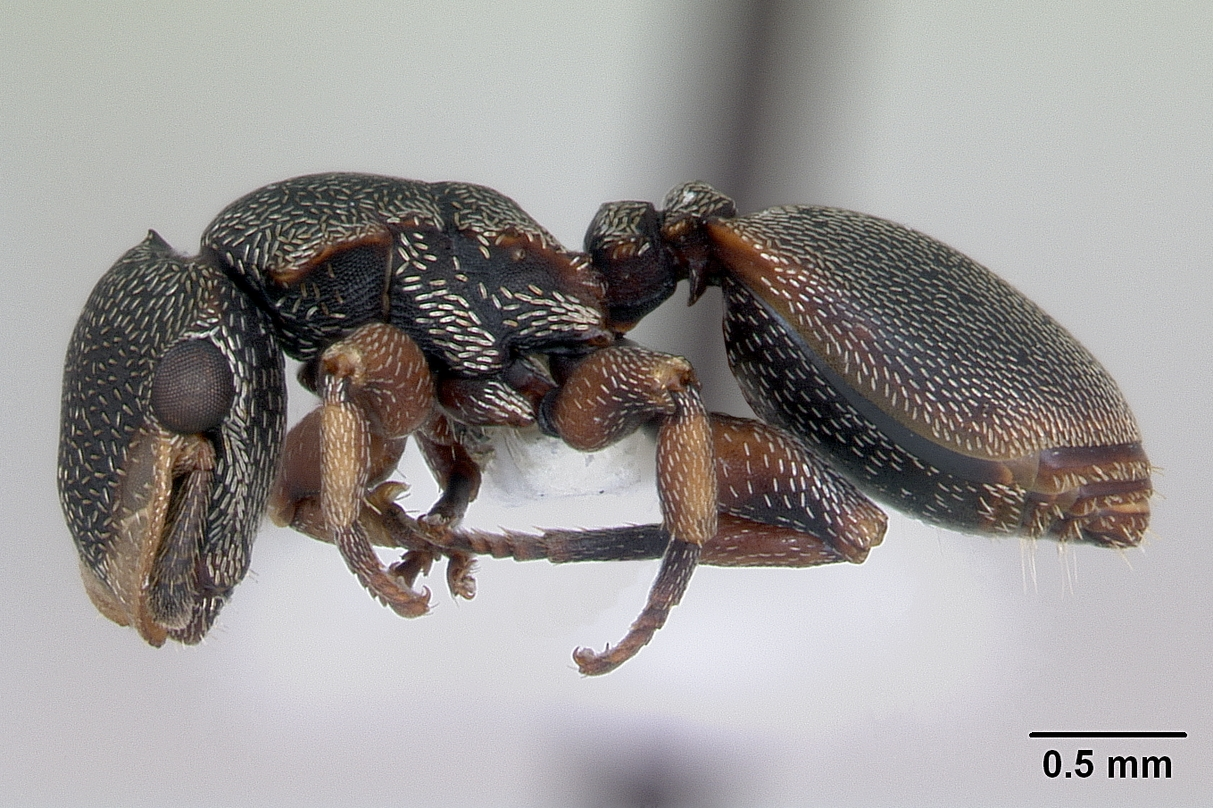
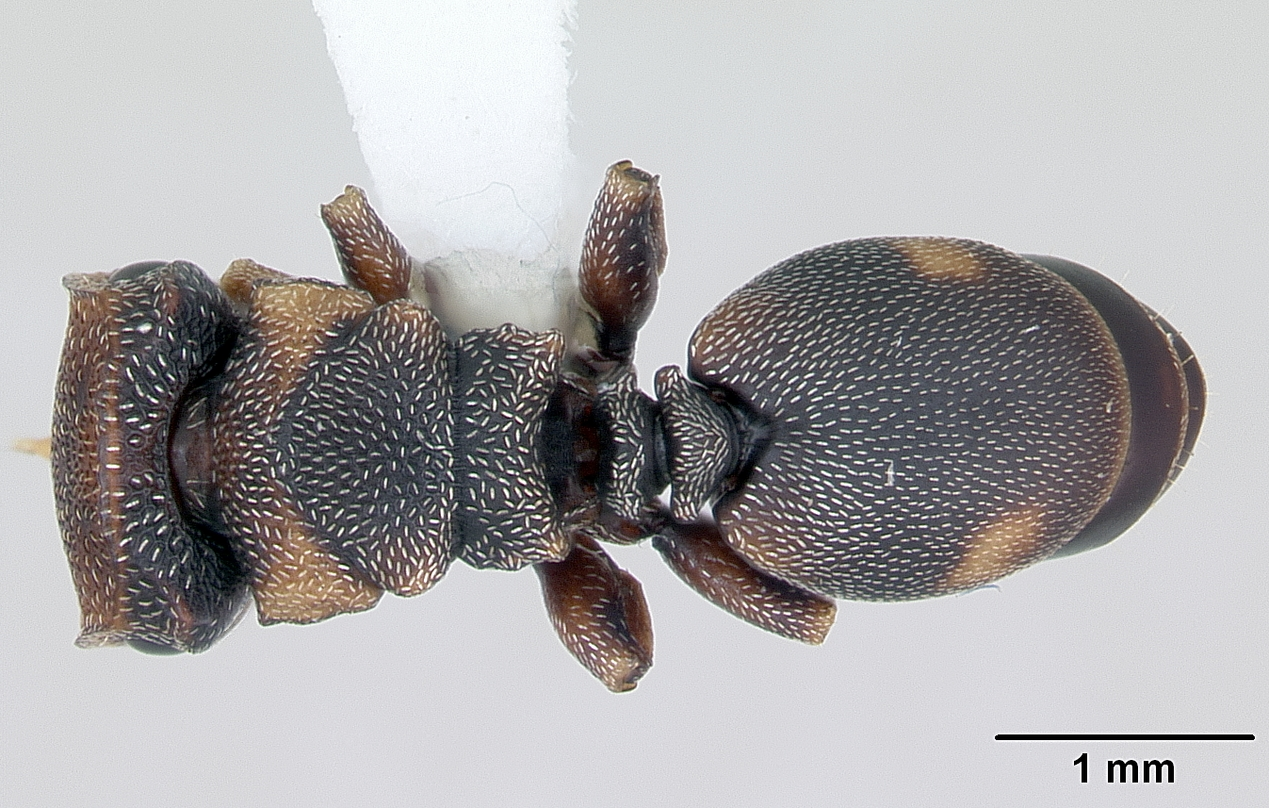
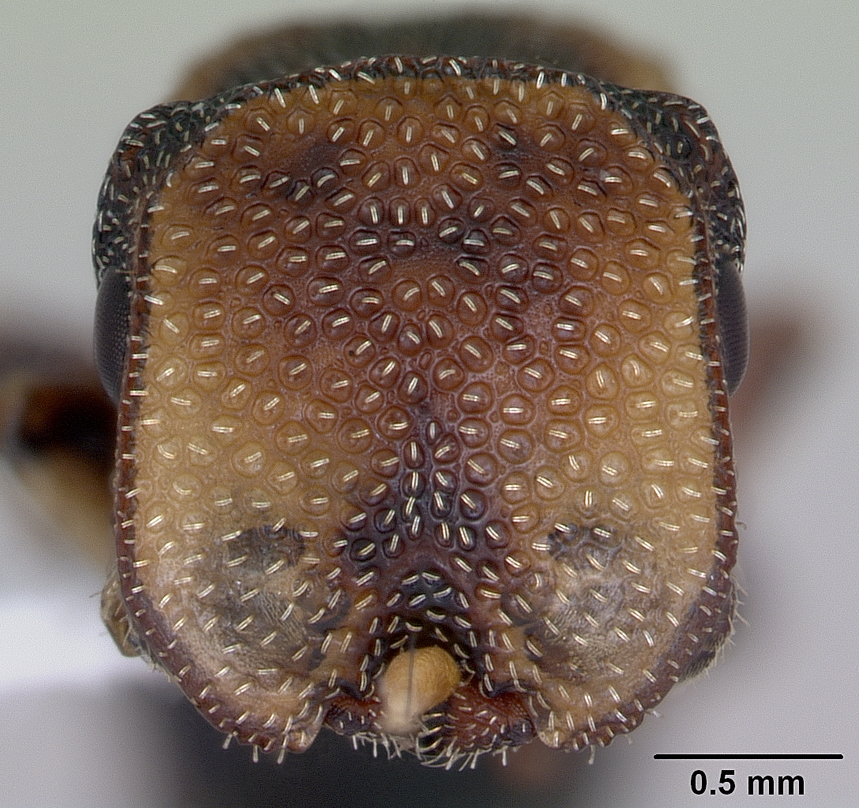